# Fotbal na Letních olympijských hrách 2016 – turnaj mužů
Fotbalový turnaj mužů na Letních olympijských hrách 2016 se konal v hostitelském městě Rio de Janeiru a dalších městech Brazílie ve dnech od 4. srpna do 20. srpna 2016. Byl dvacátým šestým mužským fotbalový turnajem na olympijských hrách. Finále se uskutečnilo na jednom z největších fotbalových stadionů Estádio do Maracanã. Obhájcem zlatých medailí byl tým Mexika, jenž skončil už ve skupinové fázi.
Na olympijském turnaji byla poprvé využita technologie jestřábího oka pro kontrolu vstřelených branek. V březnu 2016 bylo dohodnuto, že pokud nastane v utkání vyřazovací fáze prodloužení, rozšíří se počet střídání ze tří na čtyři, stejně jako v soutěži žen.

## Medailisté
| Zlato   | Brazílie |
| Stříbro | Německo  |
| Bronz   | Nigérie  |

## Základní skupiny
Všechny časy zápasů jsou uvedeny ve středoevropském letním čase (UTC +2).
| Vysvětlivky                                           |
| ----------------------------------------------------- |
| Týmy na prvních dvou místech postupují do čtvrtfinále |
| Vítěz zápasu je tučně zvýrazněn                       |

### Skupina A

#### Tabulka
| Tým                   | Z | V | R | P | VG | IG | +/- | B |
| --------------------- | - | - | - | - | -- | -- | --- | - |
| Brazílie              | 3 | 1 | 2 | 0 | 4  | 0  | +4  | 5 |
| Dánsko                | 3 | 1 | 1 | 1 | 1  | 4  | −3  | 4 |
| Irák                  | 3 | 0 | 3 | 0 | 1  | 1  | 0   | 3 |
| Jihoafrická republika | 3 | 0 | 2 | 1 | 1  | 2  | −1  | 2 |

#### Zápasy
| 4. srpna 2016 18:00 |                                |        |                                                                                       |
| Irák                | 0 : 0                          | Dánsko | Estádio Nacional Mané Garrincha, Brasília diváci: 18 000 rozhodčí: César Arturo Ramos |
|                     | Report (Rio2016) Report (FIFA) |        | Estádio Nacional Mané Garrincha, Brasília diváci: 18 000 rozhodčí: César Arturo Ramos |

| 4. srpna 2016 21:00 |                                |                       |                                                                                        |
| Brazílie            | 0 : 0                          | Jihoafrická republika | Estádio Nacional Mané Garrincha, Brasília diváci: 69 389 rozhodčí: Antonio Mateu Lahoz |
|                     | Report (Rio2016) Report (FIFA) |                       | Estádio Nacional Mané Garrincha, Brasília diváci: 69 389 rozhodčí: Antonio Mateu Lahoz |

| 8. srpna 2016 00:00 |                                |                       |                                                                                |
| Dánsko              | 1 : 0                          | Jihoafrická republika | Estádio Nacional Mané Garrincha, Brasília diváci: 32 314 rozhodčí: Rjúdži Sató |
| Skov 69'            | Report (Rio2016) Report (FIFA) |                       | Estádio Nacional Mané Garrincha, Brasília diváci: 32 314 rozhodčí: Rjúdži Sató |

| 8. srpna 2016 03:00 |                                |      |                                                                                   |
| Brazílie            | 0 : 0                          | Irák | Estádio Nacional Mané Garrincha, Brasília diváci: 65 829 rozhodčí: Ovidiu Hațegan |
|                     | Report (Rio2016) Report (FIFA) |      | Estádio Nacional Mané Garrincha, Brasília diváci: 65 829 rozhodčí: Ovidiu Hațegan |

| 11. srpna 2016 03:00 |                                |                                             |                                                                              |
| Dánsko               | 0 : 4                          | Brazílie                                    | Itaipava Arena Fonte Nova, Salvador diváci: 41 067 rozhodčí: Alireza Faghani |
|                      | Report (Rio2016) Report (FIFA) | Gabriel 26', 80' Gabriel Jesus 40' Luan 50' | Itaipava Arena Fonte Nova, Salvador diváci: 41 067 rozhodčí: Alireza Faghani |

| 11. srpna 2016 03:00  |                                |            |                                                                      |
| Jihoafrická republika | 1 : 1                          | Irák       | Arena Corinthians, São Paulo diváci: 37 742 rozhodčí: Roddy Zambrano |
| Motupa 6'             | Report (Rio2016) Report (FIFA) | Luaibi 14' | Arena Corinthians, São Paulo diváci: 37 742 rozhodčí: Roddy Zambrano |

### Skupina B

#### Tabulka
| Tým      | Z | V | R | P | VG | IG | +/- | B |
| -------- | - | - | - | - | -- | -- | --- | - |
| Nigérie  | 3 | 2 | 0 | 1 | 6  | 6  | 0   | 6 |
| Kolumbie | 3 | 1 | 2 | 0 | 6  | 4  | +2  | 5 |
| Japonsko | 3 | 1 | 1 | 1 | 7  | 7  | 0   | 4 |
| Švédsko  | 3 | 0 | 1 | 2 | 2  | 4  | −2  | 1 |

#### Zápasy
| 5. srpna 2016 00:00     |                                |                                |                                                                     |
| Švédsko                 | 2 : 2                          | Kolumbie                       | Arena da Amazônia, Manaus diváci: 29 996 rozhodčí: Fahad Al-Mirdasi |
| Ishak 43' Ajdarević 62' | Report (Rio2016) Report (FIFA) | Gutiérrez 17' Pabón 75' (pen.) | Arena da Amazônia, Manaus diváci: 29 996 rozhodčí: Fahad Al-Mirdasi |

| 5. srpna 2016 03:00                      |                                |                                                      |                                                                   |
| Nigérie                                  | 5 : 4                          | Japonsko                                             | Arena da Amazônia, Manaus diváci: 29 996 rozhodčí: Clément Turpin |
| Sadiq 6' Etebo 10', 42', 52' (pen.), 66' | Report (Rio2016) Report (FIFA) | Kóroki 9' (pen.) Minamino 12' Asano 70' Suzuki 90+5' | Arena da Amazônia, Manaus diváci: 29 996 rozhodčí: Clément Turpin |

| 8. srpna 2016 00:00 |                                |           |                                                                   |
| Švédsko             | 0 : 1                          | Nigérie   | Arena da Amazônia, Manaus diváci: 23 892 rozhodčí: Matthew Conger |
|                     | Report (Rio2016) Report (FIFA) | Sadiq 40' | Arena da Amazônia, Manaus diváci: 23 892 rozhodčí: Matthew Conger |

| 8. srpna 2016 03:00     |                                |                                   |                                                                    |
| Japonsko                | 2 : 2                          | Kolumbie                          | Arena da Amazônia, Manaus diváci: 26 603 rozhodčí: Sergej Karasjov |
| Asano 67' Nakadžima 74' | Report (Rio2016) Report (FIFA) | Gutiérrez 59' Fudžiharu 65' (vl.) | Arena da Amazônia, Manaus diváci: 26 603 rozhodčí: Sergej Karasjov |

| 11. srpna 2016 00:00 |                                |         |                                                                              |
| Japonsko             | 1 : 0                          | Švédsko | Itaipava Arena Fonte Nova, Salvador diváci: 17 821 rozhodčí: Malang Diedhiou |
| Jadžima 65'          | Report (Rio2016) Report (FIFA) |         | Itaipava Arena Fonte Nova, Salvador diváci: 17 821 rozhodčí: Malang Diedhiou |

| 11. srpna 2016 00:00          |                                |         |                                                                          |
| Kolumbie                      | 2 : 0                          | Nigérie | Arena Corinthians, São Paulo diváci: 36 702 rozhodčí: César Arturo Ramos |
| Gutiérrez 4' Pabón 63' (pen.) | Report (Rio2016) Report (FIFA) |         | Arena Corinthians, São Paulo diváci: 36 702 rozhodčí: César Arturo Ramos |

### Skupina C

#### Tabulka
| Tým         | Z | V | R | P | VG | IG | +/- | B |
| ----------- | - | - | - | - | -- | -- | --- | - |
| Jižní Korea | 3 | 2 | 1 | 0 | 12 | 3  | +9  | 7 |
| Německo     | 3 | 1 | 2 | 0 | 15 | 5  | +10 | 5 |
| Mexiko      | 3 | 1 | 1 | 1 | 7  | 4  | +3  | 4 |
| Fidži       | 3 | 0 | 0 | 3 | 1  | 23 | −22 | 0 |

#### Zápasy
| 4. srpna 2016 22:00     |                                |                       |                                                                              |
| Mexiko                  | 2 : 2                          | Německo               | Itaipava Arena Fonte Nova, Salvador diváci: 16 500 rozhodčí: Alireza Faghani |
| Peralta 52' Pizarro 60' | Report (Rio2016) Report (FIFA) | Gnabry 58' Ginter 78' | Itaipava Arena Fonte Nova, Salvador diváci: 16 500 rozhodčí: Alireza Faghani |

| 5. srpna 2016 01:00 |                                | |                                                                              |
| Fidži               | 0 : 8                          | Jižní Korea                                                                                          | Itaipava Arena Fonte Nova, Salvador diváci: 16 000 rozhodčí: Malang Diedhiou |
|                     | Report (Rio2016) Report (FIFA) | Ryu Seung-woo 32', 63', 90+3' Kwon Chang-hoon 62', 63' Son Hung-min 72' (pen.) Sok Hjon-čun 77', 90' | Itaipava Arena Fonte Nova, Salvador diváci: 16 000 rozhodčí: Malang Diedhiou |

| 7. srpna 2016 18:00 |                                |                                          |                                                                           |
| Fidži               | 1 : 5                          | Mexiko                                   | Itaipava Arena Fonte Nova, Salvador diváci: 11 200 rozhodčí: Gehad Grisha |
| Krishna 10'         | Report (Rio2016) Report (FIFA) | Gutiérrez 48', 55', 58', 73' Salcedo 67' | Itaipava Arena Fonte Nova, Salvador diváci: 11 200 rozhodčí: Gehad Grisha |

| 7. srpna 2016 21:00         |                                |                                                      |                                                                            |
| Německo                     | 3 : 3                          | Jižní Korea                                          | Itaipava Arena Fonte Nova, Salvador diváci: 17 121 rozhodčí: Néstor Pitana |
| Gnabry 33', 90+2' Selke 55' | Report (Rio2016) Report (FIFA) | Hwang Hi-čchan 25' Son Hung-min 57' Sok Hjon-čun 87' | Itaipava Arena Fonte Nova, Salvador diváci: 17 121 rozhodčí: Néstor Pitana |

| 10. srpna 2016 21:00                                                       |                                |       |                                                                            |
| Německo                                                                    | 10 : 0                         | Fidži | Estádio Mineirão, Belo Horizonte diváci: 16 521 rozhodčí: Fahad Al-Mirdasi |
| Gnabry 8', 45' Petersen 14', 33', 40', 63' (pen.), 70' Meyer 30', 49', 52' | Report (Rio2016) Report (FIFA) |       | Estádio Mineirão, Belo Horizonte diváci: 16 521 rozhodčí: Fahad Al-Mirdasi |

| 10. srpna 2016 21:00 |                                |        |                                                                                   |
| Jižní Korea          | 1 : 0                          | Mexiko | Estádio Nacional Mané Garrincha, Brasília diváci: 19 332 rozhodčí: Clément Turpin |
| Kwon Chang-hoon 73'  | Report (Rio2016) Report (FIFA) |        | Estádio Nacional Mané Garrincha, Brasília diváci: 19 332 rozhodčí: Clément Turpin |

### Skupina D

#### Tabulka
| Tým         | Z | V | R | P | VG | IG | +/- | B |
| ----------- | - | - | - | - | -- | -- | --- | - |
| Portugalsko | 3 | 2 | 1 | 0 | 5  | 2  | +3  | 7 |
| Honduras    | 3 | 1 | 1 | 1 | 5  | 5  | 0   | 4 |
| Argentina   | 3 | 1 | 1 | 1 | 3  | 4  | −1  | 4 |
| Alžírsko    | 3 | 0 | 1 | 2 | 4  | 6  | −2  | 1 |

#### Zápasy
| 4. srpna 2016 20:00               |                                |                            |                                                                                       |
| Honduras                          | 3 : 2                          | Alžírsko                   | Estádio Olímpico João Havelange, Rio de Janeiro diváci: 20 000 rozhodčí: Sandro Ricci |
| Quioto 13' Pereira 33' Lozano 79' | Report (Rio2016) Report (FIFA) | Bendebka 68' Bounedjah 85' | Estádio Olímpico João Havelange, Rio de Janeiro diváci: 20 000 rozhodčí: Sandro Ricci |

| 4. srpna 2016 23:00    |                                |           |                                                                                                   |
| Portugalsko            | 2 : 0                          | Argentina | Estádio Olímpico João Havelange, Rio de Janeiro diváci: 37 407 rozhodčí: Walter López Castellanos |
| Paciência 66' Pité 84' | Report (Rio2016) Report (FIFA) |           | Estádio Olímpico João Havelange, Rio de Janeiro diváci: 37 407 rozhodčí: Walter López Castellanos |

| 7. srpna 2016 20:00 |                                |                              |                                                                                         |
| Honduras            | 1 : 2                          | Portugalsko                  | Estádio Olímpico João Havelange, Rio de Janeiro diváci: 32 928 rozhodčí: Roddy Zambrano |
| Elis 1'             | Report (Rio2016) Report (FIFA) | Figueiredo 21' Paciência 36' | Estádio Olímpico João Havelange, Rio de Janeiro diváci: 32 928 rozhodčí: Roddy Zambrano |

| 7. srpna 2016 23:00    |                                |              |                                                                                       |
| Argentina              | 2 : 1                          | Alžírsko     | Estádio Olímpico João Havelange, Rio de Janeiro diváci: 37 450 rozhodčí: Cüneyt Çakır |
| Correa 47' Calleri 70' | Report (Rio2016) Report (FIFA) | Bendebka 64' | Estádio Olímpico João Havelange, Rio de Janeiro diváci: 37 450 rozhodčí: Cüneyt Çakır |

| 10. srpna 2016 18:00 |                                |                   |                                                                                        |
| Argentina            | 1 : 1                          | Honduras          | Estádio Nacional Mané Garrincha, Brasília diváci: 16 029 rozhodčí: Antonio Mateu Lahoz |
| Martínez 90+3'       | Report (Rio2016) Report (FIFA) | Lozano 75' (pen.) | Estádio Nacional Mané Garrincha, Brasília diváci: 16 029 rozhodčí: Antonio Mateu Lahoz |

| 10. srpna 2016 18:00 |                                |                      |                                                                          |
| Alžírsko             | 1 : 1                          | Portugalsko          | Estádio Mineirão, Belo Horizonte diváci: 13 787 rozhodčí: Matthew Conger |
| Benkablia 30'        | Report (Rio2016) Report (FIFA) | Paciência 25' (pen.) | Estádio Mineirão, Belo Horizonte diváci: 13 787 rozhodčí: Matthew Conger |

## Vyřazovací fáze
Všechny časy zápasů jsou uvedeny ve středoevropském letním čase (UTC +2).

### Pavouk
|  | Čtvrtfinále                | Čtvrtfinále           |                            |         | Semifinále  | Semifinále  |  |  | Finále                     | Finále |
|  |                            |                       |                            |         |             |             |  |  |                            |        |
|  | 14. srpna – São Paulo      |                       |                            |         |             |             |  |  |                            |        |
|  |                            |                       |                            |         |             |             |  |  |                            |        |
|  | Brazílie                   | 2                     |                            |         |             |             |  |  |                            |        |
|  | Brazílie                   | 2                     | 17. srpna – Rio de Janeiro |         |             |             |  |  |                            |        |
|  | Kolumbie                   | 0                     |                            |         |             |             |  |  |                            |        |
|  | Kolumbie                   | 0                     | Brazílie                   | 6       |             |             |  |  |                            |        |
|  | 14. srpna – Belo Horizonte |                       | Brazílie                   | 6       |             |             |  |  |                            |        |
|  |                            | Honduras              | 0                          |         |             |             |  |  |                            |        |
|  | Jižní Korea                | Honduras              | 0                          | 0       |             |             |  |  |                            |        |
|  | Jižní Korea                |                       | 20. srpna – Rio de Janeiro | 0       |             |             |  |  |                            |        |
|  | Honduras                   | 1                     |                            |         |             |             |  |  |                            |        |
|  | Honduras                   | 1                     | Brazílie (pen.)            | 1 (5)   |             |             |  |  |                            |        |
|  | 13. srpna – Salvador       |                       | Brazílie (pen.)            | 1 (5)   |             |             |  |  |                            |        |
|  |                            | Německo               | 1 (4)                      |         |             |             |  |  |                            |        |
|  | Nigérie                    | Německo               | 1 (4)                      | 2       |             |             |  |  |                            |        |
|  | Nigérie                    | 17. srpna – São Paulo |                            | 2       |             |             |  |  |                            |        |
|  | Dánsko                     | 0                     |                            |         |             |             |  |  |                            |        |
|  | Dánsko                     | 0                     | Nigérie                    | 0       | Třetí místo | Třetí místo |  |  |                            |        |
|  | 13. srpna – Brasília       |                       | Nigérie                    | 0       | Třetí místo | Třetí místo |  |  |                            |        |
|  |                            | Německo               | 2                          |         |             |             |  |  |                            |        |
|  | Portugalsko                | Německo               | 2                          | 0       | Honduras    | 2           |  |  |                            |        |
|  | Portugalsko                |                       |                            | 0       | Honduras    | 2           |  |  |                            |        |
|  | Německo                    | 4                     |                            | Nigérie | 3           |             |  |  |                            |        |
|  | Německo                    | 4                     |                            |         | 3           |             |  |  |                            |        |
|  |                            |                       |                            |         |             |             |  |  | 20. srpna – Belo Horizonte |        |
|  |                            |                       |                            |         |             |             |  |  |                            |        |

### Čtvrtfinále
| 13. srpna 2016 18:00 |                                |                                           |                                                                                             |
| Portugalsko          | 0 : 4                          | Německo                                   | Estádio Nacional Mané Garrincha, Brasília diváci: 55 412 rozhodčí: Walter López Castellanos |
|                      | Report (Rio2016) Report (FIFA) | Gnabry 45+1' Ginter 57' Selke 75' Max 87' | Estádio Nacional Mané Garrincha, Brasília diváci: 55 412 rozhodčí: Walter López Castellanos |

| 13. srpna 2016 21:00 |                                |        |                                                                           |
| Nigérie              | 2 : 0                          | Dánsko | Itaipava Arena Fonte Nova, Salvador diváci: 30 307 rozhodčí: Sandro Ricci |
| Mikel 15' Umar 59'   | Report (Rio2016) Report (FIFA) |        | Itaipava Arena Fonte Nova, Salvador diváci: 30 307 rozhodčí: Sandro Ricci |

| 14. srpna 2016 00:00 |                                |          |                                                                        |
| Jižní Korea          | 0 : 1                          | Honduras | Estádio Mineirão, Belo Horizonte diváci: 36 704 rozhodčí: Gehad Grisha |
|                      | Report (Rio2016) Report (FIFA) | Elis 59' | Estádio Mineirão, Belo Horizonte diváci: 36 704 rozhodčí: Gehad Grisha |

| 14. srpna 2016 03:00            |                                |          |                                                                    |
| Brazílie                        | 2 : 0                          | Kolumbie | Arena Corinthians, São Paulo diváci: 41 560 rozhodčí: Cüneyt Çakır |
| Neymar 12' Gabriel Jesus 26 35' | Report (Rio2016) Report (FIFA) |          | Arena Corinthians, São Paulo diváci: 41 560 rozhodčí: Cüneyt Çakır |

### Semifinále
| 17. srpna 2016 18:00                                                   |                                |          |                                                                             |
| Brazílie                                                               | 6 : 0                          | Honduras | Estádio do Maracanã, Rio de Janeiro diváci: 52 457 rozhodčí: Ovidiu Hațegan |
| Neymar 1', 90+1' (pen.) Gabriel Jesus 26', 35' Marquinhos 51' Luan 79' | Report (Rio2016) Report (FIFA) |          | Estádio do Maracanã, Rio de Janeiro diváci: 52 457 rozhodčí: Ovidiu Hațegan |

| 17. srpna 2016 21:00 |                                |                             |                                                                     |
| Nigérie              | 0 : 2                          | Německo                     | Arena Corinthians, São Paulo diváci: 35 562 rozhodčí: Néstor Pitana |
|                      | Report (Rio2016) Report (FIFA) | Klostermann 9' Petersen 89' | Arena Corinthians, São Paulo diváci: 35 562 rozhodčí: Néstor Pitana |

### Zápas o bronzovou medaili
| 20. srpna 2016 18:00 |                                |                         |                                                                       |
| Honduras             | 2 : 3                          | Nigérie                 | Estádio Mineirão, Belo Horizonte diváci: 9 091 rozhodčí: Sandro Ricci |
| Luzano 71' Salas 86' | Report (Rio2016) Report (FIFA) | Sadiq 34', 56' Umar 49' | Estádio Mineirão, Belo Horizonte diváci: 9 091 rozhodčí: Sandro Ricci |

### Zápas o zlatou medaili
| 20. srpna 2016 22:30 |                                |           |                                                                            |
| Brazílie             | 1 : 1 (PP)                     | Německo   | Estádio do Maracanã, Rio de Janeiro diváci: 63 707 rozhodčí: Néstor Pitana |
| Neymar 26'           | Report (Rio2016) Report (FIFA) | Meyer 59' | Estádio do Maracanã, Rio de Janeiro diváci: 63 707 rozhodčí: Néstor Pitana |

|                                        |       | Penaltový rozstřel                 |  |
| Augusto Marquinhos Rafinha Luan Neymar | 5 : 4 | Ginter Gnabry Brandt Süle Petersen |  |